# Dalima acutaria
Dalima acutaria là một loài bướm đêm trong họ Geometridae.